# Угода між Україною та ЄС про спрощення оформлення віз
Угода між Україною та Європейським Співтовариством про спрощення оформлення віз — міжнародна угода, укладена 18 червня 2007 і набула чинності з 1 січня 2008.

## Деякі положення угоди
Положеннями угоди встановлено преференції для всіх категорій громадян України в частині, що стосується:
- візового збору (35 євро)
- тривалості візових процедур (10 діб у звичайних випадках, 2 доби — у термінових),
- спрощення візових процедур для окремих категорій громадян України.

Угодою скасовано візові вимоги для власників дипломатичних паспортів.
Право на безоплатне отримання шенгенських віз отримали 14 категорій українських громадян.
Для моніторингу виконання положень угоди створено Спільний комітет експертів з реалізації Угоди між Україною та ЄС про спрощення оформлення віз (СВК), засідання якого відбуваються двічі на рік почергово у м. Київ та м. Брюссель.

## Удосконалена угода
23 липня 2012 в Брюсселі була підписана Угода про внесення змін до Угоди між Україною та ЄС про спрощення оформлення віз. Удосконалена Угода передбачає розширення категорій громадян України, які можуть отримувати безкоштовні та багаторазові Шенгенські візи до того часу, поки Україна не отримає безвізовий режим з ЄС.
Йдеться також про розширення категорій громадян, які матимуть право на спрощене оформлення безкоштовних, багаторазових віз (для представників неурядових громадських організацій, релігійних громад, професійних об’єднань, студентів та аспірантів, учасників офіційних програм транскордонного співробітництва Європейського Союзу), удосконалення порядку оформлення віз для міжнародних перевізників та представників засобів масової інформації.
У тексті Угоди визначено терміни дії багаторазових віз (1 рік, 5 років), що дозволить уникнути двозначного тлумачення відповідних положень чинної Угоди (до 1, до 5 років).
Документ передбачає можливість безвізових поїздок до ЄС для власників службових біометричних паспортів.
22 березня 2013 угоду ратифікував український парламент, а 18 квітня 2013 — Європейський парламент. 13 травня 2013 ратифікацію затвердила Рада міністрів Європейського Союзу. Угода набула чинності з 1 липня 2013.